# Осетины
Осети́ны (осет. ирæттæ, дигорæнттæ) — ираноязычный этнос, живущий на Кавказе. Являются потомками алан, или происходят от одной из кавказских автохтонных групп, ассимилированных носителями иранских языков. Говорят на осетинском языке, принадлежащем иранской группе (северо-восточная подгруппа) индоевропейской семьи языков. Помимо Осетии, также живут в других районах России, в Сирии, Турции, Грузии и других странах.
Общая численность в мире — до 700 тыс. человек, из них в России — 528,5 тыс. (по переписи 2010).

## Этноним
Этноним «осетины» является производным от названия «Осетия», который в русском языке появился от грузинского названия Алании и Осетии — груз. ოსეთი, осети. В свою очередь, слово осети образован от грузинского названия алан и осетин — оси, овси (груз. ოსები) и грузинским топоформантом -ети.
До недавнего времени в самом осетинском языке не было термина для обозначения осетин в целом; носители языка идентифицировали себя со своими особыми местными обществами или более крупными племенами.

### Переименование осетин в алан
Среди осетин существует замысел переименования народа в «аланы». Переименование неоднократно обсуждалось, и принимались решения в пользу переименования.
В 1992 году на собрании общества «Хистæрты Ныхас» (осет. Хистæрты ныхас — совет старейшин Северной Осетии) было принято решение переименовать осетин в алан и Северную Осетию в Аланию.
В 2007 году на VI съезде осетинского народа, президент Южной Осетии Эдуард Кокойты, призвал принять единый гимн Южной Осетии, вернуть историческое название народа и переименовать Южную Осетию в Аланию.

### Самоназвание дигорцев
Самоназвание дигорцев — дигорон, во множественном числе — дыгурæттæ или дигорæ. Этноним дигорон упоминается в армянской географии VII века в форме тикор и астикор.
Согласно Васо Абаеву, этноним дигорон происходит от старого кавказского племенного названия. Он отождествлял корень диг- — этнонима дигорон с -дыг- из самоназвания черкесов, адыгэ. Эта точка зрения была подвергнута критике со стороны Р. Бильмайера и Д. Бекоева, которые возводили этноним к tygwyr в иронском диалекте, означающем «сборище, скопление, группа». О. Менчен-Хелфен связывал дигорон с названием тохаров — тогар. В свою очередь, А. Алемань, соглашаясь с В. Абаевым, считает гипотезы его критиков малоправдоподобными.

#### Самоназвание иронцев
Самоназвание иронцев — ирон, во множественном числе — ирӕттӕ или ирон адӕм.
С точки зрения Всеволода Миллера, чья этимология была поддержана Я. Харматтой, Г. Бейли, Р. Шмиттом и А. Кристолем, этноним Иро восходит к др. иран. arya (*aryāna- — «арий», «благородный»). Тем не менее В. Абаев поставил это предположение под сомнение, указывая, что закономерное отражение *aryāna- в осетинском языке выглядит как аллон, и предположил для этнонима ир кавказский источник. Т. Камболов развёрнуто высказался против мнения Абаева. Осетинский историк З. Б. Цаллагова пишет, что иронцы подразделяются на куртатинцев, тагаурцев, алагирцев в Северной Осетии, кударцев, чсанцев, туальцев в Южной.
В свою очередь, Дж. Чёнг, соглашаясь с Абаевым в отношении критики этимологии Миллера и развивая мнение Р. Бильмайера, сопоставляет ир с древнеиранским uira («человек, мужчина»), авестийским vira («мужчина, воин»), согдийским wyr («мужчина, муж»), ягнобским vir и санскритским vira («мужчина, герой»).

#### Самоназвание туальцев
Этноним туал, туалæттӕ или твал, распространённый среди осетин Наро-Мамисонской котловины, встречается у Плиния в виде Valli, Армянской географии («Ашхарацуйц») в форме дуалк, у Ибн Русты — как Tulas и, помимо этого, во множестве грузинских источников, идентифицирующих народ двалов в расположенной по обе стороны Кавказского хребта области Двалетия (находящаяся в Южной Осетии её часть Урс-Туалта известна в Грузии, как Магран-Двалети). С точки зрения ряда ученых этническая принадлежность этого народа менялась с течением времени. Будучи первоначально автохтонным кавказским народом (как предполагается принадлежащим к нахской или нахско-дагестанской языковой группе) они были постепенно ассимилированы аланами и в дальнейшем — осетинами.
Относительно этимологии туал даны разные предположения. Васо Абаев считал его связанным с местным кавказским этно-культурным миром. Агусти Алемань, признавая неизвестность этимологии, возводил сам этноним к грузинской форме и названию схожего народа у Птолемея, а Т. Пахалина связывала его с др.-иран. «t/dwar/la» из индоевропейского корня, означающего «набирать силу, иметь силу». В свою очередь, шведский лингвист Г. Шёльд соотносил туал с антропонимом Dula, именем аланского князя.

#### Самоназвание кударцев
Этнографическая группа туальцев — кударцы, происходящая из Кударского ущелья в Южной Осетии, сохраняя общее самоназвание — ирон, также имеют собственное — къуыдайраг (во множественном числе — къуыдайрæгтæ или къуыдар). Этноним къуыдар, предположительно, упоминается в Армянской географии VII века в форме Kowdētk (Кудеты). Сурен Еремян идентифицировал его с топонимом ущелья Кударо в Южной Осетии. Роберт Хьюсен определял в качестве алано-осетинского племени, обитавшего у истоков Риони и известного в Грузии, как Kudaro. Иное понимание представил Константин Цукерман, возводя этноним к грузинскому наименованию готов (гутети) в переводе на армянский язык — k' ut' k' .
Для объяснения этимологии топо- и этнонима Къуыдар были даны разные предположения. В. Хугаев, аналогично выдвинутой ранее А. Т. Агнаевым точке зрения, сопоставляет этноним къуыдар с памирским топонимом Kudar — названием реки и ущелья, которое при членении на K’wy + dar связано, с его точки зрения, в первой части с персидским"kuh «гора», а во второй — персидским dar «далеко». Юрий Дзиццойты, подвергая критике остальные версии, предложил своё понимание происхождения этнонима от самоназвания древних скифов (из скиф. *skuda/*skuta/*skuδa).

### Проблема общего самоназвания
В. Ф. Миллер в XIX веке отмечал, что единого самоназвания у осетин не было:

Напомним, что главная восточная ветвь называет только себя иронами (ирон лаг) и не даёт этого имени ни западным осетинам — дигорцам, ни южным — туальцам!
Н. Г. Волкова в работе «Этнонимы и племенные названия Северного Кавказа» утверждает, что среди осетин отсутствует общее самоназвание, несмотря на наличие общего самосознания и единого представления своего этноса при контакте с иными народами Кавказа. Она утверждает, что в своей собственной среде осетины чётко различают две группы: иронцев и дигорцев, а также считает, что общее название для всей территории Осетии в осетинском языке отсутствует. Как отмечает Н. Г. Волкова, хотя иронцами являются все южные осетины, тем не менее осетины Северной Осетии именуют их «кударцами» — название которое у самих осетин Южной Осетии ассоциируется исключительно с теми иронцами, которые являются выходцами из Кударского ущелья. В. Абаев, в свою очередь, писал, что этноним iron, который исследователи считают одним из важнейших доказательств иранского происхождения осетинского народа, является племенным самоназванием восточных и южных осетин.

### Перевод «осетины, Осетия» на диалекты осетинского языка
Как отмечает Т. Камболов в своей работе по языковой ситуации в Северной Осетии, рядом осетин признаётся определённая проблема с переводом «осетины, Осетия» на диалекты осетинского языка. Им, в частности, приводится заявление ряда представителей осетинской научной и творческой интеллигенции, утверждавших, что в результате проведения в советское время дискриминационной политики слова «осетинский» и «иронский» стали синонимами и из понятия «осетинский язык» исключалась дигорская составляющая, хотя литературный язык, как они утверждают, формировался и развивался как на иронском, так и на дигорском диалекте.

### Самоназвание в фольклоре
Общее самоназвание аллон сохранилось у осетин только в нартском эпосе и других жанрах национального фольклора. Более старой формой является аллан, который, в результате закономерного перехода а в о, перешёл в «аллон». Восходит к др. иран. *aryāna- — «арий». Как отмечал Васо Абаев в своих работах «Историко-этимологический словарь осетинского языка» и «Осетинский язык и фольклор»:

«Неверно, что термин алан исчез из осетинского. Он сохранился. Сохранился в фольклоре, в сказках. Там, где в русских сказках людоед говорит о „русском духе“, в осетинских неизменно фигурирует „аллонский (=аланский) дух“, или „дух аллона-биллона“ (аллон-биллоны смаг). Здесь „аллон“ может означать только „осетин“, ибо героев своих, осетинских сказок народ, естественно, мыслит осетинами. Если эти герои в сказках зовутся allon, то очевидно, что это allon было в прошлом самоназванием осетин»— 

Что касается billon, то он представляет, всего вернее, искусственный ассонирующий вариант к allon (Reimwort), ср. мегр. alani-malani (Капшидзе 193). — sӕ iw u allon, se 'nnӕ u billon «один из них — аллон, другой — биллон» (Брит. 86); иногда allon встречается и самостоятельно, без billon: … fӕlӕ wӕm allony smag cӕwy (ЮОПам. III 82).
— 

## Язык
Осетинский язык относится к северо-восточной подгруппе иранской группы индоиранской ветви индоевропейских языков и является единственным сохранившимся реликтом скифо-сарматского языкового мира. Выделяется два диалекта: дигорский и иронский.

### Диалекты и субэтнические группы
В настоящее время осетины, живущие в Северной Осетии, делятся на две субэтнические группы: иронцев (самоназвание — ирон) и дигорцев (самоназвание — дигорон). Численно преобладают иронцы, иронский диалект положен в основу осетинского литературного языка. Литературную форму имеет и дигорский диалект: на нём, как и на иронском, издаются книги и периодические издания, функционирует драматический театр. Дигорский и иронский диалекты осетинского языка довольно сильно различаются, в основном, в фонетике и лексике.
За осетинами, живущими в Южной Осетии (ЮО), и выходцами из ЮО ошибочно закреплён термин «кударцы» (къуыдайраг), по названию Кударского ущелья в Южной Осетии. Выходцами из этого ущелья являются лишь несколько осетинских фамилий. Фактически же население Южной Осетии говорит на двух говорах кударского диалекта осетинского языка — кударо-джавском (распространён на большей части территории РЮО) и чсанском (распространён на востоке РЮО). В южных говорах больше грузинских заимствований, в северных на месте тех же заимствований — русские корни (например, «роза» на севере называется розæ, а на юге уарди). Что касается наречий в Северной Осетии, в результате переселения из гор на предгорные равнины говорные различия в иронском диалекте нивелировались с вытеснением других говоров «сокающим» (по произношению фонемы /ц/) куртатинским.
Также существует давняя научная дискуссия в отношении кударо-джавского наречия в Южной Осетии. Хотя по всем основным фонетическим, морфологическим и лексическим признакам он смыкается с иронским и противостоит дигорскому диалекту, некоторые авторы, как Г. С. Ахвледиани, Ю. А. Дзиццойты и И. Гершевич выделяют кударо-джавского наречия в качестве третьего диалекта в осетинском языке (в частности, на основании особой парадигмы будущего времени глагола). И. Гершевич, кроме того, указывал на близость кударо-джавского с рядом скифских рефлексов, считая этот диалект потомком скифского, в отличие от иронского диалекта, который, по его мнению, является потомком сарматского. В свою очередь Ф. Тордарсон полагал, что кударо-джавское наречие в некотором отношении представляет собой более архаичный диалект, в отличие от родственных ему северо-иронских. А Я. Харматта высказывал мнение о возможной связи некоторых рефлексов в старо-кудароджавском непосредственно с древнеиранскими.

## Происхождение и генетика
Осетины представляют собой ираноязычный народ Северного Кавказа, окруженный в основном народами нахско-дагестанской языковой семьи и абхазо-адыгскими народами.
Генетические исследования показывают, что осетины имеют черты как общего происхождения, так и смешанного генетического влияния со стороны иранского мира и соседних кавказских популяций. Таким образом, согласно анализу митохондриальной ДНК, северные и южные осетины имеют общие корни. Тем не менее их материнские линии ближе к ираноязычным народам, чем к другим кавказским.
Частоты Y-хромосомных гаплогрупп у осетин:
| Гаплогруппа    | Дигорские осетины (Сев. Осетия) | Иронские осетины (Сев. Осетия) | Южные осетины (Юж. Осетия) |
| -------------- | ------------------------------- | ------------------------------ | -------------------------- |
| G2a (G2)       | 56 %                            | 74 %                           | -                          |
| J2             | 6 %                             | 11 %                           | 24 %                       |
| I2             | 0 %                             | 0 %                            | 0 %                        |
| R1a            | 17 %                            | 0 %                            | 6 %                        |
| R1b            | 1 %                             | 3 %                            | 6 %                        |
| E (E1b1b)      | 1 %                             | 0 %                            | 18 %                       |
| F* (F-потомки) | 0 %                             | 0 %                            | 41 %                       |
| Прочие         | 19 %                            | 12 %                           | 5 %                        |

Примечания: F* — негаплогруппируемые потомки F(xG,H,I,J,K). «Прочие» включают редкие гаплогруппы Q, N, L и др.
- Для южных осетин в классических исследованиях (Wells et al. 2001) не типировался SNP M201 (определяющий G2a); в результате многие носители G2a оказались отнесены к F

Что касается сравнения с более старыми данными, ранние исследования RFLP/STR (Wells et al., 2001; Насидзе и др., 2004) уже отмечали преобладание G у осетин: согласно Wells, у «осетин» G2 обычно составлял ~60-70 %, но SNP M201 не был протестирован у южных осетин. При проведении SNP-генотипирования нескольких групп северных и южных осетин, было доказано, что северные осетины генетически ближе к другим народам Северного Кавказа (с высокой долей G2a), а южные осетины — к южнокавказцам (значительно больше E1b1b-M35 и R1). Текущие данные согласуются с этим: среди дигорцев и иронийцев (Северная Осетия) преобладает гаплогруппа G2a (~56 % среди дигорцев, ~74 % среди иронцев), в то время как среди южных осетин в данных преобладает метка F* (M89) (Wells et al.), эффективно скрывающая гаплогруппу наличие G2a. В старых таблицах (Насидзе, 2004) часть G2a могла попадать в категорию «F*». Таким образом, современные исследования с высоким разрешением подтверждают преобладание G2a среди современных осетин, хотя региональные различия требуют учёта. Эта гаплогруппа была выявлена в аланских захоронениях, связанных с салтово-маяцкой культурой.

### Митохондриальная ДНК
Анализ митохондриальной ДНК выявил общность происхождения северных и южных осетин. При этом осетинские mtDNA-гаплогруппы в целом ближе к народам Ирана, нежели к другим кавказским (их гаплогруппам. Это согласуется с гипотезой общего ираноязычного происхождения осетин и последующего проникновения аланской культуры. В общем, материнские линии осетин представлены западно-евразийскими гаплогруппами (H, J, T, U и др.), характерными для населения Восточной Европы и Передней Азии.

### Аутосомная ДНК и сравнения
Генетические панели SNP показывают, что популяции Кавказа (включая осетин) проявляют значительную генетическую однородность и в целом восходят к ближневосточным предкам. В анализах ADMIXTURE выделен особый «осетинский» компонент (ярко-голубой), преобладающий у самих осетин (в среднем ~76 % генома). Доля этого компонента особенно высока у ардонцев (Алагир, Ксан, ~90-91 %) и южных осетин (Кфара ~90 %), ниже — у иронцев Куртатинцев и Тагаурцев (64-69 %), и меньше всего его у дигорцев (~45 %). В остальных кавказских народах «осетинский» компонент встречается едва заметно: на Западном Кавказе (адыгейцы, абхазы, балкарцы и кабардинцы) — около 9-10 %, у черкесов — ~6 %, у ингушей — ~3 %, и у чеченцев — лишь ~1 %. Наоборот, нахский компонент (красный) составляет подавляющую долю у ингушей и чеченцев (83-87 %) и лишь до 10 % в геномах некоторых дигорцев. Таким образом, аутосомные данные подтверждают, что осетины проявляют относительные генетические отличия от соседних нахских народов, особенно по Y-хромосомным линиям, и близки скорее к собственным предкам-аланам и смежным кавказским группам.
Аутосомный анализ (ADMIXTURE) позволяет выявить доли предковых компонентов, унаследованных от разных популяций. Например, «осетинский» компонент (76 % в среднем) преобладает у осетин, но почти отсутствует у чеченцев (1 %), что отражает их разную генетическую историю. В отличие от гаплогрупп (показывающих прямые отцовские/материнские линии), аутосомные данные демонстрируют смешанное происхождение, складывавшееся веками.

### Археогенетические находки
При анализе останков кобанской культуры (Клин-Яр, IX—V века до н. э.) у двух из пятерых мужчин была обнаружена Y-гаплогруппа G2a1a. Эта линия восходит к неолитическому населению Ближнего Востока и встречается в последующих аланских погребениях. Гаплогруппа G2a1a также сохраняется у современных осетин (около 70-80 % носителей). У одного кобанца был найден R1b (связанный со скифо-сарматскими миграциями). Эти результаты указывают, что гаплогруппы современных осетин уже присутствовали в древних населениях Северного Кавказа, а их предки участвовали в кобанской культуре, а позднее — в аланском (салтово-маяцком) субстрате. В интервью отмечено, что осетины являются прямыми потомками народов кобанской и аланской культур, что согласуется с археологическими и генетическими данными.

### Гипотезы происхождения и их проверка
В литературе обсуждаются две основные гипотезы:
1. происхождение осетин непосредственно от ираноязычных алан с последующим смешением с кавказскими соседями, и
2. автохтонное кавказское происхождение осетин с «заимствованием» языка алан.

Первую точку зрения поддерживают ряд генетиков: так, Насидзе и соавторы предполагали общее ираноязычное происхождение осетин и дальнейший приток мужчин из соседних кавказских групп. Вторую версию выдвигали некоторые российские авторы (исходя из антропологических выкладок) о кавказском субстрате осетин. Тем не менее генетические и археогенетические данные в целом не подтверждают идею чисто «местного происхождения» осетин с последующими изменениями в языке. Так, их митохондриальные линии осетин заметно ближе к иранским народам, что указывает на их общие корни, а обнаруженные гаплогруппы (преимущественно G2a1a) восходят к аланской (салтово-маяцкой) культуре. Кроме того, АДНК кобанской культуры перекликается с современными осетинами. Таким образом, Гипотеза «кавказского происхождения» (при котором осетины были бы просто кавказцами, перенявшими иранский язык) не находит подтверждения в большинстве генетических исследований, но требует дальнейшего изучения.
Антрополог В. П. Алексеев относил осетин к кавкасионскому типу, отмечая местный субстрат, но признавал иранское языковое влияние. Как отмечал Балановский в своих исследованиях: «Генофонд осетин, несмотря на иранскую языковую принадлежность, по маркерам Y-хромосомы оказывается типично кавказским. Мы не обнаружили генетических следов иранскоязычных алан, что ставит вопрос о механизмах распространения иранских языков на Кавказе, учитывая отсутствие R1a-Z93 (маркера степного Ирана)».

### Современный научный консенсус
Обобщая ДНК-данные, современный научный консенсус таков: осетины сложились в результате сложного взаимодействия ираноязычных алан и местного кавказского населения, с сильным вкладом именно аланской генетики. Их язык восходит к аланскому (среднеиранскому), а большинство Y-хромосомных линий (вплоть до 70-80 % G2a1a) получено от этих предков. Таким образом, осетинский народ имеет в основном иранское происхождение по языку и значительную генетическую преемственность от древних кавказцев-аланов, а не происходит от современного кавказского субстрата. Иначе говоря, генетические данные осетин указывают на иранских предков — алан — с наложением местного кавказского компонента, что соответствует историко-археологическим моделям их происхождения.

## Нартский эпос
Осетинский историк В. Абаев писал: «Центральных циклов в нартовском эпосе намечается четыре. 1. Начало нартов (Уархаг и его сыновья, Ахсар и Ахсартаг); 2. Урузмаг (Урызмаг) и Шатана; 3. Сослан (Созруко); 4. Батраз (Батрадз). Согласно вариантам, записанным от лучших сказителей, родоначальником нартов был Уархаг. У него было два сына-близнеца Ахсар и Ахсартаг. Имя родоначальника нартов Уæрхæг есть не что иное, как старое осетинское слово, означавшее „волк“ (древнеиранское varka). Легенда о происхождении нартов вводится тем самым в круг распространённых тотемических мифов, характеризующих одну из самых ранних ступеней развития общества».

## История

### Древняя история и средневековье
По языку осетины произошли от аланов, которые, в свою очередь, произошли от одной из групп сарматских народов. Будучи изначально кочевым племенем, в раннем средневековье аланы основали Аланское царство к северу от Кавказских гор.
В XII веке Алания вступила в эпоху феодальной раздробленности. В 1237 году Субэдэй вместе с другими монгольскими военачальниками был отправлен в «страну асов» (Аланию). В 1238 году Монголы начали завоевание Алании. Равнинная часть Алании была разорена и разграблена, а города сожжены. В 1277 году Менгу-Тимур совершил поход на аланский город Дедяков, который по мнению большинства исследователей находился на месте столицы Северной Осетии — Владикавказ. В конце ХІV века Северный Кавказ подвергся опустошительному походу среднеазиатского завоевателя Тимура хромого. Правитель Осетии выступил на стороне Грузинского царства в борьбе с Тимуридами, после чего Тимур одолел осетин у горы Эльбрус. Это вынудило их покинуть предгорья Центральный Кавказ и переселиться в горные ущелья. Память о вторжении Тамерлана в равниную часть Осетии сохранилась в дигорских преданиях. С XIII века многие осетины также мигрировали за пределы Кавказского хребта, в местность, ныне известную как Южная Осетия. В это же время, вероятно, завершилось деление осетинского народа на общества: Тагаурское, Куртатинское, Алагирское, Туалгом, Дигорское, Тырсыгомское, Кударское, Ксанское.
Первые данные о численности осетин относятся к 1742 году. По данным грузинского архиепископа Иосифа, численность осетин составляла около 200 000 человек. Тем не менее к середине XIX века численность осетин сократилась в 3 раза в связи с чумой и Кавказской войной.

### Присоединение к России
Весной 1750 г. российское правительство и посольство Осетии приступили к официальным переговорам. До этого осетины были «христианизированы», начиная с миссии грузинских священников, присланной русским царем в 1744 году.
В конце декабря 1751 г. состоялся официальный приём осетинского посольства Елизаветой Петровной. В соответствии с новыми соглашениями, достигнутыми после встречи с Елизаветой Петровной, предгорную равнину Центрального Кавказа, бассейны рек Ардон, Фиагдон и Терек российское правительство объявляло землями «вольными и свободными». Переселение на эти земли осетин, рассматривавших их как свою историческую территорию, поддерживалось официальным Петербургом.
Астраханскому губернатору П. Н. Кречетникову в качестве срочной меры было предложено провести переговоры с Осетией по поводу её присоединения к России. В свою очередь губернатор поручил кизлярскому и моздокскому комендантам направить в Осетию официальных лиц, которые бы занялись подготовкой русско-осетинских переговоров. Кизлярский комендант направил в Осетию геолого-политическую экспедицию во главе с ротмистром Афанасием Батыревым. На несколько дней Афанасия Батырева опередил посланник моздокского коменданта ротмистр Казыханов, прибывший в Осетию с переводчиком Пицхелауровым.
В Куртатинском ущелье в доме Андрея (Алегуки) Цаликова собрался совет влиятельных старейшин из Алагирского и Куртатинского обществ. На нём обсуждался вопрос о присоединении Осетии к России. На заседании совета присутствовали ротмистр Казыханов и Афанасий Батырев. Накануне Афанасий Батырев успел встретиться с жителями Алагирского ущелья. Он сообщил совету старейшин, собравшемуся у Андрея Цаликова, что «от многих слышал желание, чтоб сделать от России, где прежде было осетинское подворье, крепость и иметь в ней коменданта с командою, где б они многие поселились и, не опасаясь никого, жили».
По оценкам, до 50 000 осетин покинули Кавказ в начале 1860-х годов в рамках более масштабной миграции мусульман из региона в Османскую империю. Их потомками являются Осетины в Турции.

### Дальнейшее расселение
В первой половине XVIII века северокавказские осетины проживали в горной части Центрального Кавказа — в ущельях Чими, Тагаури, Куртаули, Валагири, Пайкоми, Дигори, Басиани, Трусовском ущелье и Коби. Есть также сведения о сожительстве осетин с балкарцами в верховьях Чегема, Безенги, Черека Балкарского и на других балкарских землях. Постепенно осетины переселялись севернее и восточнее — на равнину, а также в верховья Терека.

## Общества Осетии
Ранее осетины делились на отдельные общества, обладающие самоуправлением. Большинство обществ Осетии были демократическими — управлялись народным собранием (осет. ныхас). В некоторых правили старейшины.

## Религия
Осетины преимущественно исповедуют христианство, в основном православие. Также среди них распространены почитатели традиционных осетинских верований. Так, согласно масштабному опросу исследовательской службы «Среда», проведённому в 2012 году, в категорию «Исповедую традиционную религию предков» в Северной Осетии были отнесены 29 % опрошенных — самый высокий процент в РФ. Жители ряда селений (Зильги, Лескен, Чикола и др.) исповедуют ислам. Среди осетин около 10 % мусульман.
Историческую эволюцию осетинского вероисповедания, согласно Ричарда Фольца, можно разделить на разные периоды:
1. Скифское язычество;
2. Христианизация под византийским (и грузинским) влиянием с X по XIII в.;
3. Возвращение к язычеству в течение XIV и XV веков из-за разрыва контактов с Византией после монгольских нашествий;
4. Частичная «рехристианизация» в XVI и XVII вв. благодаря деятельности миссионеров из Грузии;
5. Дальнейшая рехристианизация русскими миссионерами, начиная с конца XVIII в.;
6. Навязывание атеизма всё ещё поверхностно христианизированному населению на протяжении всего советского периода с 1920 по 1991 г.;
7. Возрождение «традиционного осетинского язычества» с конца 1980-х по настоящее время.

## Расселение
По данным всероссийской переписи населения 2010 года в России проживало 528,5 тыс. осетин, в том числе:
- Северная Осетия — ▲ 475,7 тыс. (2018 г.)
- Москва — ▲ 11,3 тыс. (2010 г.) (неофициально на 2018 до 50 тыс.)
- Кабардино-Балкария — ▼ 9,3 тыс. (2010 г.)
- Ставропольский край — ▲ 8,0 тыс. (2010 г.)
- Краснодарский край — 4,5 тыс. (2010 г.)
- Карачаево-Черкесия — ▼ 3,5 тыс. (2010 г.)
- Санкт-Петербург — 5,2 тыс. (2010 г.)
- Ростовская область — 2,7 тыс. (2010 г.)
- Татарстан — 2,5 тыс. (2010 г.)
- Московская область — 3,4 тыс. (2010 г.)

Осетины составляют большинство населения Южной Осетии (89 % или около 48 тыс. человек, оценка 2015 года).
В Грузии (без Южной Осетии) в 2002 году проживало около 37 тыс. осетин.
В Турции живёт от 30 до 46 тысяч осетин. Осетины Турции и Сирии — потомки мусульман-мухаджиров XIX века, переселившихся в Османскую империю.
Диаспоры осетин есть также во Франции, Канаде (Торонто), США (Флорида, Нью-Йорк).
В Венгрии с XIII века проживает народ ясов, имеющий осетинское происхождение. Современные ясы в значительной мере ассимилированы венграми и полностью перешли на венгерский язык, но в последнее время среди них наблюдается подъём национального самосознания и укрепляются связи между ясами и осетинами.

## Исследования
Первыми подробно описали хозяйственную жизнь, традиционный быт и культуру осетин экспедиции С. Ванявина (1768), А. Батырева (1771, [1774) и И.-А. Гюльденштедта (1770—1772). Уже тогда учёными были отмечены как «кавказские черты» осетин, так и явное несходство их с соседними народами. Этим объясняется особый интерес к научному изучению Осетии.
Важный вклад в изучение осетинского народа внёс крупный немецкий учёный П. С. Паллас: он установил сходство осетинского языка не только с древнеперсидским, но и славянскими и немецким языками. Так, уже в XVIII веке была замечена принадлежность осетинского языка к индоевропейской языковой ветви.
Французский учёный Жорж Дюмезиль (1898—1986) обнаружил поразительные соответствия между осетинским эпосом и преданиями кельтов.
Работы русских и иностранных учёных наряду с научными экспедициями послужили началом всестороннего изучения Осетии и осетинского народа.

## Осетинская кухня
Основными блюдами осетинской кухни являются осетинские пироги (осет. чъиритæ),
- осет. лывзæ — рагу из мяса с картофелем и другими овощами;
- осет. джыкк-лывзæ — мясо, тушенное в сметане;
- осет. дзæрна — блюдо из сваренных вместе фасоли и кукурузы;
- осет. дзыкка — блюдо (сырная каша) из осетинского сыра, сваренного с мукой,
- осет. цыхтыдзыкка — блюдо — разновидность дзыкка — из свежего сыра, сливочного масла, кукурузной муки, соли.
- осет. уæлкъæй дзыкка — кукурузное тесто, творожный сыр, сметана, соль.
- осет. дзæхæра — густой суп из кукурузной муки, нарезанных свекольных листьев, петрушки, листьев крапивы, зелени, кинзы, сметаны, 7 куриных яиц, соли.
- осет. сир — блюдо (сладкая каша) из топлёного масла, сахара или меда,
- осет. цывзы-цæхдон — соус из сваренных и замаринованных перцовых листьев со сметаной или сливками,
- осет. нуры-цæхдон — соус из измельченного чеснока со сметаной или сливками.
- Из напитков можно выделить пиво (осет. бæгæны) и осет. къуымæл — квас из хлеба или фруктов,
- А также традиционный крепкий алкогольный напиток виски (арака) — осет. арахъхъ.
- Как и на всём Кавказе, в Осетии распространён шашлык (осет. физонæг).
- осет. туйра — Говядина или баранина обжаривается на масле, лук, морковь, помидор или томатная паста, отдельно муку обжаривают сухой до слегка коричневого цвета и вводят в блюдо в конце так же добавляются пряности, приправы и зелень.

## Осетинская архитектура
Наиболее значительными и примечательными памятниками культуры осетинского народа, вне всяких сомнений являются башни, замки, крепости и заградительные стены. Они сооружались во всех без исключения ущельях, населённых осетинами. Эти постройки являлись надёжным гарантом свободы родов и фамилий, обеспечивая убежище их хозяевам.
В горной Осетии сохраняются также сотни усыпальниц — полуподземных и надземных каменных склепов, как одиноко стоящих, так и собранных в некрополи. Крупнейшим из таких некрополей является «Город мёртвых» в Даргавсской котловине. Такой же город мёртвых находится в Чечне. Город Цой-Педе в верховьях Малхистинского ущелья. Чеченский историк Хасан Бакаев не исключает, что по всей Осетии могли строится башни с пирамидальной крышей как в Чечено-Ингушетии, но сейчас это трудно определить, так как многие башни разрушены в результате многих войн и нашествий.
Историк из Чечни Леча Ильясов в своей книге также отмечает сходство осетинских башен и башен Чеберлоя. По его мнению, по своим пропорциям башни Чеберлоя ближе к осетинским.

## Осетинский традиционный костюм
Осетинский традиционный костюм ныне сохранился лишь как элемент праздничных церемоний, особенно свадеб. Женский костюм состоял из рубахи, корсета, светлого платья-черкески с длинным рукавом-лопастью, шапочки в виде усеченного конуса и фаты-вуали. На груди красовались многочисленные пары застежек с изображением птиц. Мужчины носили папахи и черкески. Популярен был бордовый цвет, поверх которого наносилась золотая вышивка. В зимнее время верхней одеждой служила бурка.

## Фотогалерея
- Коста Хетагуров
- Осетинка в национальном костюме (1883)
- Осетинки за работой (XIX век)
- Осетин Северного Кавказа в костюме XVIII века (Вано Рамонов, XIX век)
- Три учительницы-осетинки (XIX век)
- Осетинка в традиционной национальной одежде (фото начала XX века)
- Осетины в традиционной национальной одежде (фото начала XX века)
- Осетины — участники русско-турецкой войны 1877-1878 годов
- Сёстры Дударовы (1881)
- Осетин (Кобан, 1881)
- Осетины селения Махческ (1905-1907)